# Deili Custodio da Silva
Deili Custodio da Silva (født 8. marts 1980) er en tidligere brasiliansk fodboldspiller.
Han har spillet for flere forskellige klubber i sin karriere, herunder Ventforet Kofu.